# Gwilym
Gwylim ist ein walisischer Vor- und Familienname. Namensträger sind:

## Vorname
- Gwilym Ivor Thomas (1893–1972), britischer Offizier
- Gwilym Lee (* 1983), britischer Schauspieler
- Gwilym Simcock (* 1981), walisischer Jazz-Pianist
- Gwilym Ellis Lane Owen (1922–1982), britischer Philosoph walisischer Herkunft

## Familienname
- Dafydd ap Gwilym (1320 – um 1350), walisischer Dichter